# Anno 1404
Anno 1404 (w Stanach Zjednoczonych pod nazwą Dawn of Discovery) – komputerowa gra strategiczno-ekonomiczna stworzona przez studio Related Designs i wydana przez Ubisoft w 2009 roku.
Anno 1404 jest czwartą częścią serii gier komputerowych Anno. Gracz wciela się rolę kolonizatora europejskiego we wschodniej Azji. Zasadnicze elementy rozgrywki pozostają niezmienne od poprzedniej części, jednak gra stworzona została w nowym silniku graficznym dającym lepsze efekty wizualne w grze względem poprzedniczki. Oprócz tego dodano m.in. opcje interakcji z lokalnymi sułtanami, możliwość produkcji orientalnych dóbr, nową symulację wody czy wizualnie oddany proces konstrukcji budynków. Anno 1404 ma nowy, odświeżony interfejs oraz większe wyspy i świat do eksploracji, podlegający nieustannym zmianom, co zapewnia rozleglejsze możliwości rozbudowy dla gracza. Gra zyskała sporą popularność i otrzymała wiele nagród branżowych.
Do gry został wydany oficjalny dodatek Anno 1404: Wenecja. Premiera miała miejsce 25 lutego 2010 roku. Rozszerzenie wprowadza możliwość gry Republiką Wenecką. Pozwala także na sieciową rozgrywkę wieloosobową, rozwija aspekt handlowy gry, dodaje dwa nowe statki kupieckie, opcje rekrutacji i użycia szpiegów, ponad trzysta nowych misji, sześćdziesiąt przedmiotów oraz dodatkowe wyzwania.